# 艾麥里縣
埃默里縣（英語：Emery County）是美国犹他州中部偏東的一個縣，面積11,555平方公里。根據2020年美國人口普查，共有人口9,825人。縣治代尔堡（Castle Dale）。該縣成立於1918年，是全州最晚成立的縣，縣名紀念犹他领地總督喬治·W·艾麥里（George W. Emery）。